# George H. Morris
George H. Morris (né le 26 février 1938) est un cavalier américain de saut d’obstacles.

## Carrière
Morris pratique l'équitation quand il est enfant. À 14 ans, il remporte le prix de l'ASPCA et la médaille de l'AHSA, il devient le plus jeune vainqueur. Morris est huit fois vainqueur de la Coupe des Nations entre 1958 et 1960. Il forme aussi des cavaliers dans son écurie de Hunterdon qui remportent de nombreuses compétitions de la côte est des États-Unis.
Morris représente les États-Unis dans beaucoup de compétitions internationales comme cavalier et entraîneur. Son pays remporte les Jeux panaméricains de 1959 puis la médaille d'argent aux Jeux olympiques d'été de 1960.
Les cavaliers entraînés par Morris remportent des médailles aux Jeux Olympiques de 1984, 1992, 1996, 2004 et 2008 ainsi qu'aux Jeux équestres mondiaux de 2006. Il quitte la délégation américaine en 2013, remplacé par Robert Ridland. En 2016, il est consultant pour le Brésil au moment des Jeux Olympiques.

## Source, notes et références
- (en) Cet article est partiellement ou en totalité issu de l’article de Wikipédia en anglais intitulé « George H. Morris » (voir la liste des auteurs).